# رئیس‌جمهور استونی
رئیس‌جمهور استونی (به استونیایی: Eesti Vabariigi President) رئیس کشور استونی است.
با توجه به اینکه نظام کشور استونی یک نظام پارلمانی است رئیس‌جمهور یک مقام نمادین و فاقد قدرت بالا است، رئیس‌جمهور توسط مجلس استونی برای پنج سال انتخاب می‌شود و فرد انتخاب شده موظف است پس از انتخاب عضویت خود را در حزب‌های سیاسی تا پایان کار لغو کند. رئیس‌جمهور نمی‌تواند بیشتر از دو دوره به این سمت انتخاب شود.
رئیس‌جمهور فعلی آلار کاریس می‌باشد که در ۳‍۱ آگوست ۲۰۲۱ توسط مجلس برای این پست انتخاب شد.

## فهرست رئیس‌جمهورهای استونی
| # | تصویر | نام                | شروع کار      | پایان کار     | حزب                         | تولد و درگذشت                                                                     |
| - | --- | ------------------ | ------------- | ------------- | --------------------------- | --------------------------------------------------------------------------------- |
| ۱ | | کونستانتین پاتس    | ۲۴ آوریل ۱۹۳۸ | ۲۳ ژوئیه ۱۹۴۰ | اتحادیه میهنی               | درگذشته. ۲۳ فوریه ۱۸۷۴، تاهکورانا زاده. ۱۸ ژانویه ۱۹۵۶، بوراشوو، استان تور، شوروی |
| ۱ | 1938 - I round - elected by the parliament and municipal appointees as the only candidate with 219 of 238 votes (۹۲٫۰٪).                                                                          | کونستانتین پاتس    |               |               |                             |                                                                                   |
| ۲ | | لنارت مری          | ۶ اکتبر ۱۹۹۲  | ۸ اکتبر ۲۰۰۱  | حزب ائتلاف ملی پرو پاتریا   | زاده. ۲۹ مارس ۱۹۲۹، تالین درگذشته. ۱۴ مارس ۲۰۰۶، تالین                            |
| ۲ | 1992 - II round - elected by the parliament with 59 of 101 votes (۵۸٫۴٪). 1996 - V round - elected by the parliament and municipal appointees with 196 of 372 votes (۵۲٫۷٪).                      | لنارت مری          |               |               |                             |                                                                                   |
| ۳ | | آرنولد روتل        | ۸ اکتبر ۲۰۰۱  | ۹ اکتبر ۲۰۰۶  | حزب خلق استونی              | زاده. ۱۰ مه ۱۹۲۸، بخش لایمیا، شهرستان ساره                                        |
| ۳ | 2001 - V round - elected by the parliament and municipal appointees with 186 of 366 votes (۵۰٫۸٪).                                                                                                | آرنولد روتل        |               |               |                             |                                                                                   |
| ۴ | | توماس هندریک ایلوس | ۹ اکتبر ۲۰۰۶  | ۱۰ اکتبر ۲۰۱۶ | حزب سوسیال دموکراتیک استونی | زاده. ۲۶ دسامبر ۱۹۵۳، استکهلم، سوئد                                               |
| ۴ | 2006 – IV round – elected by the Electoral Assembly (parliament and municipal appointees) with 174 of 345 votes (۵۰٫۴٪). 2011 – I round – elected by the parliament with 73 of 101 votes (۷۲٫۳٪). | توماس هندریک ایلوس |               |               |                             |                                                                                   |
| 5 | | کرستی کالیولاید    | ۱۰ اکتبر ۲۰۱۶ | ۱۱ اکتبر ۲۰۲۱ | کنشگر سیاسی مستقل           | زاده. ۳۰ دسامبر ۱۹۶۹, تارتو                                                       |
| 5 | 2016 – VI round – elected by the parliament with 81 of 101 votes (۸۰٫۲٪). | کرستی کالیولاید    |               |               |                             |                                                                                   |
| 6 | | آلار کاریس         | ۱۱ اکتبر ۲۰۲۱ | تاکنون        | کنشگر سیاسی مستقل           | زاده. ۲۶ مارس ۱۹۵۸ , تارتو                                                        |
| 6 | 2021 – II round – elected by the parliament with 72 of 101 votes (۷۱٫۳٪). | آلار کاریس         |               |               |                             |                                                                                   |